# Igor Jurjewitsch Iwanow
Igor Jurjewitsch Iwanow (russisch Игорь Юрьевич Иванов; * 19. Mai 1954 in Leningrad) ist ein russischer Theater- und Filmschauspieler. Er wurde 2004 als Volkskünstler Russlands ausgezeichnet.

## Ausbildung und Arbeit
Iwanow machte 1979 seinen Abschluss an der Staatlichen Akademie für Theaterkunst Sankt Petersburg und war im Anschluss ein Jahr lang als Schauspieler am Tomsker TJUS tätig. Seit 1980 spielt er am Maly-Theater in Sankt Petersburg.
Seit 2010 ist er ansässig in Berlin, spielt aber weiterhin am Maly-Theater in St.Petersburg.Russland.

## Auszeichnungen
- 1991: Verdienter Künstler der Russischen SFSR
- 2004: Volkskünstler Russlands – Ehrentitel für Lebenswerk im Bereich der darstellenden Kunst
- 2003: Der Goldene Soffit – Auszeichnung für die beste männliche Theater-Hauptrolle
- 2003: Strscheltschik-Preis – Auszeichnung für sein Lebenswerk am Theater
- 2002: Der Internationale Stanislawski Preis – Auszeichnung für die beste männliche Hauptrolle

## Werk

### Theater (Auswahl)
- Präsident Walter – Kabale und Liebe  – MDT Theatre de l'europe, Lev Dodin
- James Tyron – Long Journey into the night – MDT Theatre de l'europe, Lev Dodin
- Mostovskoy – Leben und Schicksal – MDT Theatre de l'europe, Lev Dodin
- Don Adriano de Armado – Verlorene Liebesmüh – MDT Theatre de l'europe, Lev Dodin
- Alexander Serebrjakov – Onkel Wanja – MDT Theatre de l'europe, Lev Dodin
- Lopachin – Der Kirschgarten – MDT Theatre de l'europe, Lev Dodin
- Baruch Najleben  – Das Verschwinden – MDT Theatre de l'europe, Jurij Kordonski
- Gerichtsrat Walter – Der zerbrochne Krug – MDT Theatre de l'europe, Benjamin Felshtinski
- Simon – Begierde unter den Ulmen – MDT Theatre de l'europe, Lev Dodin
- Kapitän Lebyadkin, Dämonen – MDT Theatre de l'europe, Lev Dodin
- Bill Gorton – Fiesta – MDT Theatre de l'europe, Lev Dodin
- Piotr Zhitov – Brüder und Schwestern – MDT Theatre de l'europe, Lev Dodin
- Nikolai – Sterne am Morgenhimmel – MDT Theatre de l'europe, Lev Dodin
- Jegorsha – Das Haus – MDT Theatre de l'europe, Lev Dodin

### Film (Auswahl)
- 1983: Jeder zehnte (Каждый десятый)
- 1984: Verkehrte Welt (Небывальщина)
- 1988: Der Zigeunerbaron ( Цыганский Барон)
- 1988: Diese drei richtigen Karten (Eti… tri wernje karti…)
- 1994: Четвёртая Планета
- 2005: Breschnjew (Miniserie)
- 2009: Woswrastschenije Sindbada (Miniserie)
- 2013: Wse nakhalos w Karbine (Miniserie)
- 2014: Кухня в Париже